# Dho
Dho (nep. धो) – gaun wikas samiti w zachodniej części Nepalu w strefie Karnali w dystrykcie Dolpa. Według nepalskiego spisu powszechnego z 2001 roku liczył on 182 gospodarstw domowych i 782 mieszkańców (393 kobiet i 389 mężczyzn).